# ساوتلند (تگزاس)
ساوتلند (به انگلیسی: Southland) یک منطقهٔ مسکونی در ایالات متحده آمریکا است که در تگزاس واقع شده‌است. ساوتلند ۱۶۰ نفر جمعیت دارد و ۹۲۱٫۱۲ متر بالاتر از سطح دریا واقع شده‌است.